# خوچو
خوچو (به لهستانی:  Hoczew) یک روستا در لهستان است که در گمینا لسکو واقع شده‌است. خوچو ۷۱۰ نفر جمعیت دارد.